# إيلا دارسي
إيلا دارسي (بالإنجليزية: Ella D'Arcy) (23 أغسطس 1857، لندن في المملكة المتحدة - 5 سبتمبر 1937، لندن في المملكة المتحدة)؛ كاتِبة، مترجمة وروائية بريطانية.